# Asha de Vos
Asha de Vos (Sinhala: ආශා ඩි වොස්; nascida em 1979) é uma bióloga marinha do Sri Lanka, educadora oceânica e pioneira na pesquisa de baleias azuis no norte do Oceano Índico. Ela é conhecida por seu Projeto Baleia Azul. Ela é Senior TED Fellow e foi escolhida para o prêmio BBC 100 Women em 2018. Ela é uma bolsista da National Geographic de 2016, na categoria Emerging Explorer.

## Vida e carreira
Asha de Vos nasceu em 1979, no Sri Lanka. Quando ela tinha seis anos de idade, seus pais lhe traziam revistas de segunda mão da National Geographic. Ela olhava as páginas e "imaginava que um dia seria eu - indo a lugares onde ninguém mais iria e vendo coisas que ninguém mais veria", inspirando-a a sonhar em ser uma "cientista de aventura".
A educação primária de Asha de Vos foi no Ladies' College, em Colombo, capital do Sri Lanka, e depois de completar sua educação primária seguida pela Colombo International School, ela se mudou para a Escócia para seus estudos de graduação em biologia marinha e ambiental, na Universidade de St. Andrews, situada na cidade de St. Andrews, no condado de Fife. Ela obteve seu mestrado em biociências integrativas na Universidade de Oxford e um doutorado na Universidade da Austrália Ocidental, na Austrália. Asha de Vos é a primeira e única pessoa do Sri Lanka a obter um Doutorado em pesquisa de mamíferos marinhos.
Asha de Vos atuou como oficial de programa sênior na unidade marinha e costeira da União Internacional para a Conservação da Natureza. Ela fundou o Projeto Baleia Azul do Sri Lanka em 2008, que é o primeiro estudo de longo prazo sobre baleias azuis no norte do Oceano Índico. Ela descobriu por meio de sua pesquisa que uma população única e não reconhecida de baleias azuis, que antes se pensava migrar todos os anos, permanecia em águas próximas ao Sri Lanka o ano todo.
Devido à pesquisa de Asha de Vos, a Comissão Baleeira Internacional designou as baleias azuis do Sri Lanka como uma espécie com necessidade urgente de pesquisa de conservação e começou a colaborar com o governo do Sri Lanka em ataques de navios baleeiros.
Asha de Vos é membro convidada do Grupo de Especialistas em Cetáceos da Comissão de Sobrevivência de Espécies da International Union for Conservation of Nature (IUCN). Ela foi bolsista de pós-doutorado na Universidade da Califórnia em Santa Cruz, nos Estados Unidos, e blogueira convidada da National Geographic. Ela é a fundadora e diretora da organização sem fins lucrativos Oceanswell, a primeira organização de pesquisa e educação em conservação marinha do Sri Lanka.
Asha de Vos acredita que a saúde e o futuro dos litorais dependem da população local. Ela argumenta que a "ciência do pára-quedas" (prática de cientistas ocidentais que coletam dados em países em desenvolvimento e depois saem sem treinar ou investir na região) é insustentável e prejudica os esforços de conservação. Asha de Vos também afirmou que as mulheres devem se definir por sua capacidade e não deixar que seu gênero limite seu potencial.
Asha de Vos é membro sênior do TED, membro global da Duke University em conservação marinha e foi selecionada como um jovem líder global pelo Fórum Econômico Mundial.

## Prêmios e reconhecimentos
- 2013 - Prêmio do Presidente para Publicações Científicas.[19]

- 2015 - Bolsista do Marine Conservation Action Fund.[20]
- 2016 - Bolsista do Pew Marine Fellow.[21]

- 2018 - WINGS WorldQuest Women of Discovery Sea Award.[22]

- 2018 - Prêmio Golden Alumni na categoria Professional Achievement na primeira edição dos prêmios Golden Alumni do British Council.[23]
- 2018 - Lista das 100 mulheres da BBC.[24]

- 2019 - Lista "12 mulheres transformadoras" do Parlamento do Sri Lanka.[25][26]

- 2020 - "Heroína do Mar" do ano pela revista Scuba Diving.[27][28]